# 2月5日
2月5日（にがついつか）は、グレゴリオ暦で年始から36日目に当たり、年末まであと329日（閏年では330日）ある。

## できごと
- 1160年（平治元年12月26日） - 平治の乱が終結する。
- 1597年（慶長元年12月19日） - 日本二十六聖人: 豊臣秀吉の命により、長崎でカトリック信徒26名が処刑される[1][2]。
- 1631年 - ロジャー・ウィリアムズがボストンの教会の牧師に着任。
- 1649年 - 清教徒革命: スコットランド議会が革命に反対し、フランスに亡命中のチャールズ2世をスコットランド王及びイングランド王に推戴すると宣言[3]。
- 1778年 - サウスカロライナ州が連合規約の初批准州となる。
- 1818年 - ジャン＝バティスト・ベルナトットがカール14世ヨハンとしてスウェーデン＝ノルウェー王に即位。
- 1862年 - アメリカ合衆国財務省が初めて政府紙幣（デマンド・ノート（英語版））を発行。
- 1877年 - 東海道本線の神戸駅から京都駅までがつながる。全線が開通したことを記念して明治天皇を迎えて鉄道開通式を実施。
- 1885年 - ベルリン会議で、ベルギーが領有を主張していたコンゴを、ベルギー王レオポルド2世の私領地（コンゴ自由国）として扱うことを決定。
- 1901年 - 官営八幡製鐵所が操業開始[4]。
- 1913年 - 護憲運動・大正政変: 政友会と国民党が桂内閣の不信任案提出、尾崎行雄が弾劾演説を行う。
- 1917年 - メキシコの現行の憲法が採択。
- 1918年 - 大之浦桐野炭鉱（現:福岡県宮若市）にて爆発事故。死者・行方不明者71人[5]。
- 1919年 - チャーリー・チャップリン、メアリー・ピックフォード、ダグラス・フェアバンクス、D・W・グリフィスらによってユナイテッド・アーティスツが創業。
- 1920年 - 慶應義塾大学と早稲田大学が、大学令による日本初の私立大学として認可される[6]。
- 1923年 - 国際刑事警察機構（インターポール）設立。
- 1936年 - 全日本職業野球聯盟設立。
- 1936年 - チャーリー・チャップリン監督の映画『モダン・タイムス』がアメリカで公開。
- 1936年 - 群馬県草津温泉で雪崩が発生。7棟が倒壊して44人が死亡[7]。
- 1940年 - 沖縄県尖閣諸島魚釣島沖合に大日本航空機阿蘇号（ダグラス DC-2）が不時着（大日本航空阿蘇号不時着事故）。機体は胴体が真っ二つになったが、乗員・乗客13人は魚釣島に上陸して無事[8]。
- 1945年 - 第二次世界大戦: ダグラス・マッカーサーがフィリピンからの撤退以来初めてマニラに戻る。
- 1950年 - 川崎競輪場で八百長騒ぎが契機に暴動に発展。約2万人が場内に乱入する騒ぎとなった[9]。
- 1969年 - 福島県の磐梯熱海温泉・磐光ホテルで火災発生。31人死亡。
- 1971年 - アメリカの「アポロ14号」が月面に着陸[10]。
- 1973年 - 渋谷駅のコインロッカーで嬰児の死体が発見される。以後、同様の事件が続発。（コインロッカーベイビー）
- 1981年 - 神戸新交通ポートアイランド線が開業。
- 1987年 - 宇宙科学研究所がX線天文観測衛星「ぎんが」を打上げ[11]。
- 2018年 - 佐賀県神埼市の住宅に、陸上自衛隊のAH-64D戦闘ヘリコプターが墜落[12]。

## 誕生日
- 976年（天延4年1月3日） - 三条天皇、第67代天皇（+ 1017年）
- 1579年（天正7年1月10日） - 鈴木正三、禅僧、仮名草子作家（+ 1655年）
- 1626年 - セヴィニエ夫人、著作家（+ 1696年）
- 1635年（寛永11年12月18日）- 伊達宗利、第2代宇和島藩主（+ 1709年）
- 1748年 - クリスティアン・ゴットロープ・ネーフェ、作曲家（+ 1798年）
- 1767年（明和4年1月7日） - 朽木倫綱、第9代福知山藩主（+ 1803年）
- 1770年 - アレクサンドル・ブロンニャール、化学者、鉱物学者、地質学者、動物学者 (+ 1847年)
- 1784年 - ウィリアム・テイラー・バリー、第10代アメリカ合衆国郵政長官（+ 1835年）
- 1788年 - ロバート・ピール、イギリス首相（+ 1850年）
- 1796年 - ヨハネス・フォン・ガイセル、ケルン大司教、枢機卿（+ 1864年）
- 1799年（寛政11年1月1日）- 安井息軒、儒学者（+ 1876年）
- 1810年 - オーレ・ブル、ヴァイオリニスト、作曲家（+ 1880年）
- 1814年（文化4年12月16日） - 榊原政愛、第9代高田藩主（+ 1861年）
- 1833年（天保3年12月16日）- 水野忠精、江戸幕府老中、山形藩主（+ 1884年）[要出典]
- 1835年 - フリードリヒ・ヴィネッケ、天文学者（+ 1897年）
- 1836年（天保6年12月19日）- 天璋院、江戸幕府13代将軍徳川家定の御台所（+ 1883年）
- 1836年 - ニコライ・ドブロリューボフ、文芸評論家、社会批判家 (+ 1861年)
- 1840年 - ジョン・ボイド・ダンロップ、発明家、ダンロップ創業者（+ 1921年）
- 1840年 - ハイラム・マキシム、発明家（+ 1916年）
- 1840年（天保11年1月3日） - 法印大五郎、侠客、清水次郎長一家の一人（+ 1919年）
- 1848年 - ジョリス＝カルル・ユイスマンス、小説家（+ 1907年）
- 1856年 - フランク・ポドモア、著作家、社会主義運動家（+ 1910年）
- 1864年 - カール・タイケ、作曲家（+ 1922年）
- 1876年 - リカルド・ビニェス、ピアニスト（+ 1943年）
- 1878年 - アンドレ・シトロエン、実業家、シトロエン社創業者（+ 1935年）
- 1880年 - 宮脇長吉、衆議院議員（+ 1953年）
- 1882年 - アウグスト・コプフ、天文学者（+ 1960年）
- 1888年 - 高木市之助、国文学者（+ 1974年）
- 1891年 - ロジャー・ペキンポー、プロ野球選手（+ 1977年）
- 1892年 - 栃木山守也、大相撲力士、第27代横綱（+ 1959年）
- 1893年 - ローマン・インガルデン、哲学者（+ 1970年）
- 1894年 - 槇有恒、登山家（+ 1989年）
- 1898年 - 尾崎士郎、小説家（+ 1964年）
- 1898年 - 岩田欣三、翻訳家、医師（+ 1986年）
- 1898年 - 大河内傳次郎、俳優（+ 1962年）
- 1900年 - アドレー・スティーブンソン、政治家（+ 1965年）
- 1901年 - 宇佐美洵、財政家（+ 1983年）
- 1901年 - 速水敬二、哲学者（+ 1974年）
- 1902年 - 岩本薫、囲碁棋士（+ 1999年）
- 1903年 - 前川佐美雄、歌人（+ 1990年）
- 1903年 - 百井盛、教育者（+ 2015年）
- 1903年 - 松平康東、外交官（+ 1994年）
- 1904年 - 美濃部亮吉、経済学者、東京都知事（+ 1984年）
- 1904年 - ローレンス・ウェイジャー、地質学者、探検家（+ 1965年）
- 1906年 - ジョン・キャラダイン、俳優（+ 1988年）
- 1907年 - 葛原妙子、歌人（+ 1985年）
- 1909年 - グラジナ・バツェヴィチ、作曲家（+ 1969年）
- 1910年 - フランシスコ・バラージョ、サッカー選手（+ 2010年）
- 1911年 - ユッシ・ビョルリング、テノール歌手（+ 1960年）
- 1911年 - 中村光夫、文芸評論家（+ 1988年）
- 1914年 - ウィリアム・S・バロウズ、作家（+ 1997年）
- 1914年 - アラン・ロイド・ホジキン、生理学者（+ 1998年）
- 1914年 - 山田伝、プロ野球選手（+ 1987年）
- 1915年 - ロバート・ホフスタッター、物理学者（+ 1990年）
- 1917年 - 山田五十鈴、女優（+ 2012年）
- 1917年 - 上杉隆憲、米沢上杉家16代目当主（+ 1995年）
- 1920年 - 小野寺公二、小説家（+ 1998年）
- 1923年 - 榎本茂、元プロ野球選手
- 1924年 - ゼルマ・メーアバウム＝アイジンガー、詩人（+ 1942年）
- 1924年 - 内田良平、俳優（+ 1984年）
- 1927年 - 結城昌治、小説家（+ 1996年）
- 1928年 - 土井茂、映画監督（+ 2013年）
- 1929年 - リュック・フェラーリ、作曲家（+ 2005年）
- 1929年 - 長岡久夫、元プロ野球選手（+ 2017年）
- 1931年 - 板垣雄三、イスラム学者、東京大学名誉教授、東京経済大学名誉教授
- 1932年 - 田中希代子、ピアニスト（+ 1996年）
- 1932年 - 高階秀爾、美術史家（+ 2024年）
- 1932年 - チェーザレ・マルディーニ、サッカー選手、指導者（+ 2016年）
- 1933年 - 眞帆志ぶき、女優、元宝塚歌劇団（+ 2020年）
- 1934年 - ハンク・アーロン、プロ野球選手（+ 2021年）
- 1934年 - 丸元淑生、小説家（+ 2008年）
- 1935年 - 長尾旬、元プロ野球選手（+ 2013年）
- 1938年 - 岩井國臣、政治家（+ 2025年）
- 1938年 - 三原卓三、元プロ野球選手
- 1939年 - グレイス・ブルッサード、スワンプ・ポップ歌手（デイル&グレイス）
- 1939年 - 小池兼司、元プロ野球選手
- 1940年 - 斎藤十朗、政治家、第21・22代参議院議長（+ 2025年）
- 1940年 - H・R・ギーガー、画家、デザイナー（+ 2014年）
- 1942年 - 涌井洋治、大蔵官僚、JT会長、大蔵省主計局長、大臣官房長
- 1942年 - ロジャー・ストーバック、元アメリカンフットボール選手
- 1943年 - マイケル・マン、映画監督
- 1944年 - 秋元羊介、声優
- 1944年 - 玉の海正洋、大相撲力士、第51代横綱（+ 1971年）
- 1944年 - 又吉イエス、政治運動家（世界経済共同体党代表）（+ 2018年）
- 1944年 - アル・クーパー、ミュージシャン
- 1946年 - シャーロット・ランプリング、女優
- 1946年 - 神山治貴、実業家、マクニカ創業者
- 1947年 - 弘田三枝子、歌手（+ 2020年）
- 1947年 - 小林正之、元プロ野球選手
- 1947年 - 西郷輝彦、歌手、俳優（+ 2022年）
- 1948年 - クリストファー・ゲスト、俳優
- 1948年 - バーバラ・ハーシー、女優
- 1948年 - スヴェン＝ゴラン・エリクソン、元サッカー選手、指導者
- 1949年 - 三宅恵介、テレビプロデューサー
- 1946年 - 川崎三枝子、漫画家
- 1949年 - 井上洋一、元プロ野球選手
- 1949年 - 住友秀雄、元プロ野球選手
- 1950年 - 玉井金五、経済学者、大阪市立大学名誉教授
- 1950年 - パンタ、ミュージシャン（+ 2023年）
- 1951年 - 中尾隆聖、声優
- 1952年 - 金田伊功、アニメーター（+ 2009年）
- 1952年 - 斉藤鉄夫、政治家
- 1952年 - 後藤次利、作曲家、ベーシスト
- 1952年 - 橋本ひろし、キョウデン会長、歌手
- 1953年 - 石川孝志、元プロレスラー、元大相撲力士
- 1955年 - 大葉健二、俳優
- 1955年 - 花村萬月、小説家
- 1956年 - 大地真央、女優
- 1956年 - 渡辺麿史、プロ野球選手（+ 2014年）
- 1957年 - ユーリー・タム、陸上競技選手
- 1959年 - こせきこうじ、漫画家
- 1959年 - ジェニファー・グランホルム、政治家、第47代ミシガン州知事
- 1960年 - 樹なつみ、漫画家
- 1962年 - ジェニファー・ジェイソン・リー、女優
- 1962年 - 川原新治、元プロ野球選手
- 1962年 - 森田芳彦、元プロ野球選手
- 1962年 - 竹内都子、お笑い芸人（ピンクの電話）
- 1963年 - ゴラン・ユーリッチ、サッカー選手
- 1963年 - 牧野正幸、実業家
- 1963年 - 宮崎正裕、剣道家
- 1964年 - ローラ・リニー、女優
- 1964年 - 鈴木寛、政治家
- 1964年 - ダフ・マッケイガン、ベーシスト（ガンズ・アンド・ローゼズ、ヴェルヴェット・リヴォルヴァー）
- 1964年 - ポイズンJULIE澤田、元プロレスラー
- 1964年 - 緋田康人、俳優
- 1964年 - 神道寺こしお、女優
- 1965年 - ゲオルゲ・ハジ、元サッカー選手、指導者
- 1965年 - 荘真由美、声優
- 1966年 - ホセ・マリア・オラサバル、ゴルファー
- 1966年 - 仲田秀司、元プロ野球選手
- 1966年 - 川上麻衣子、女優
- 1967年 - 森脇健児、タレント
- 1967年 - 鶴保庸介、政治家
- 1968年 - ロベルト・アロマー、元プロ野球選手
- 1968年 - 矢部達哉、ヴァイオリン奏者
- 1968年 - マーカス・グロンホルム、ラリードライバー
- 1968年 - 藤田明宏、高校野球指導者
- 1969年 - 木内秀信、声優
- 1969年 - ボビー・ブラウン、歌手
- 1970年 - 生駒治美、声優
- 1970年 - 藤原理恵、タレント、歌手（元C.C.ガールズ）
- 1970年 - アストリッド・クンバーヌス、陸上競技選手
- 1970年 - クリス・ブロック、元プロ野球選手
- 1971年 - 山中崇史、俳優
- 1971年 - ジョー・マツモト、プロ野球選手
- 1972年 - 長州小力、お笑いタレント（西口プロレス）
- 1972年 - 西向幸三、アナウンサー
- 1972年 - メアリー、デンマーク王太子フレデリクの妃
- 1973年 - 鄧亞萍、卓球選手
- 1974年 - 橋本岳、政治家
- 1974年 - 岩佐岳、アニメーションプロデューサー
- 1975年 - 生駒雅紀、元プロ野球選手
- 1975年 - ジョバンニ・ファン・ブロンクホルスト、サッカー選手
- 1975年 - 尾上松緑 (4代目)、歌舞伎役者、俳優
- 1976年 - トニー・ジャー、俳優
- 1976年 - 三橋泰介、アナウンサー、スピーチコンサルタント（プロ野球スピリッツ実況）
- 1977年 - 吉井由紀、女優
- 1977年 - 野沢和香、モデル、女優
- 1977年 - Koji、俳優
- 1977年 - 青木裕子、元タレント
- 1977年 - レオン・マラゾーグ、国際関係論学者、元駐日大使
- 1980年 - 長崎伸一、元プロ野球選手
- 1980年 - かぬか光明、声優
- 1982年 - 勝哲也、ファッションモデル
- 1982年 - 立道聡子、歌手
- 1982年 - 新妻悠太、お笑いタレント（元トップリード）
- 1982年 - 宇多村典明、元野球選手
- 1982年 - ロドリゴ・パラシオ、サッカー選手
- 1982年 - 小林ゆう、声優
- 1984年 - カルロス・テベス、サッカー選手
- 1985年 - クリスティアーノ・ロナウド、サッカー選手
- 1985年 - 伊地知大樹、お笑いタレント（元ピスタチオ）
- 1986年 - ライアン・ウェブ、プロ野球選手
- 1986年 - 駒場孝、お笑いタレント（ミルクボーイ）
- 1986年 - マヌエル・フェルナンデス、サッカー選手
- 1986年 - 比留川游、ファッションモデル
- 1986年 - 留奥麻依子、ファッションモデル、女優
- 1987年 - 伊藤花菜、タレント、歌手（元SDN48）
- 1987年 - マーク・ハンバーガー、元プロ野球選手
- 1987年 - 東海林愛美、女優
- 1987年 - ダレン・クリス、俳優
- 1989年 - ブリドカットセーラ恵美、声優
- 1990年 - 荒牧慶彦、俳優
- 1990年 - 金井貢史、サッカー選手
- 1990年 - 松原朋美、アナウンサー
- 1991年 - 奥田佳菜子、タレント
- 1991年 - 王躍霖、プロ野球選手
- 1991年 - 衛藤昂、陸上競技選手
- 1991年 - サンニ・ウトリアイネン、陸上競技選手
- 1992年 - ネイマール、サッカー選手
- 1992年 - ステファン・デ・フライ、サッカー選手
- 1992年 - 大原ゆい子、シンガーソングライター
- 1992年 - 吉住絵里加、タレント、声優（元仮面ライダーGIRLS）
- 1993年 - Rei、シンガーソングライター、ギタリスト
- 1993年 - 勇翔、俳優、タレント（BOYS AND MEN）
- 1993年 - 加藤雅也、アナウンサー
- 1993年 - アダム・オンドラ、クライマー
- 1994年 - 中島早貴、歌手（元℃-ute）
- 1994年 - 小宮有紗、女優、DJ、声優（Aqours）
- 1994年 - 二岡康平、陸上選手
- 1995年 - 小野木里奈、女優
- 1995年 - 平口みゆき、元アイドル（元palet）
- 1995年 - 馬淵優佳、飛込競技選手
- 1995年 - 丸山泰資、元プロ野球選手
- 1995年 - 山中綾華、ミュージシャン（元Mrs. GREEN APPLE）
- 1995年 - NICO、YouTuber（平成フラミンゴ）
- 1996年 - Mayuri、アイドル（iiyu、元ひめキュンフルーツ缶）
- 1997年 - 渡辺剛、サッカー選手
- 1997年 - 鈴木優、元プロ野球選手
- 1997年 - 松本穂香、女優
- 1997年 - 高橋春織、女優、タレント
- 1998年 - AIRI、アイドル、ミュージシャン（元CHERRSEE）
- 1998年 - 上野優華、歌手、声優
- 1999年 - あのん、モデル、アイドル（元predia）
- 1999年 - 木下晴香、女優、歌手
- 1999年 - 柴田瑠歌、女優
- 2000年 - ジュンモ、アイドル（CRAVITY）
- 2001年 - キム・ミンジュ、アイドル、女優（元IZ*ONE）
- 2002年 - 鈴木萌花、アイドル（AMEFURASSHI）
- 2002年 - デイヴィス・クリーヴランド、俳優
- 2002年 - パク・チソン、アイドル（NCT）
- 2002年 - カン・テヒョン、アイドル（TOMORROW X TOGETHER）
- 2003年 - Kōki,、ファッションモデル、作曲家
- 2003年 - 水沢林太郎、俳優
- 2003年 - 宮﨑小雪、キックボクサー
- 2003年 - 寺本聖一、プロ野球選手
- 2007年 - 秋本レイラニ、ファッションモデル[13]
- 2013年 - 坂東龜三郎、歌舞伎役者
- 2016年 - 堰沢結萌、子役
- 生年不詳 - 村田知沙、声優
- 生年不詳 - 星菜日向夏、アイドル（GEMS COMPANY）、Vtuber

## 忌日

### 人物
- 1157年 - コンラート1世、マイセン辺境伯（* 1098年頃）
- 1406年（応永13年1月17日）- 畠山基国、守護大名、室町幕府管領（* 1352年）
- 1543年（天文12年1月2日）- 木下弥右衛門、豊臣秀吉の父
- 1597年（慶長元年12月19日）- パウロ三木、日本二十六聖人のひとり（* 1564年?）
- 1661年（順治18年1月7日）- 順治帝、第3代清皇帝（* 1638年）
- 1705年 - ジャン・ジル、作曲家（* 1668年）
- 1766年 - レオポルト・フォン・ダウン、ハプスブルク君主国の陸軍元帥（* 1705年）
- 1790年 - ウィリアム・カレン、化学者（* 1710年）
- 1807年 - パスカル・パオリ、コルシカ独立戦争の指導者（* 1725年）
- 1818年 - カール13世、スウェーデン王（* 1748年）
- 1868年（慶応4年1月12日）- 浅野斉粛、第9代広島藩主（* 1817年）
- 1868年（慶応4年1月12日）- 佐々木只三郎、京都見廻組組員（* 1833年）
- 1880年 - アドルフ・ボリー、第25代アメリカ合衆国海軍長官（* 1809年）
- 1881年 - トーマス・カーライル、評論家、歴史家（* 1795年）
- 1896年 - 末広鉄腸、政論家、新聞記者（* 1849年）
- 1897年 - チャールズ・ラドボーン、プロ野球選手（* 1854年）
- 1907年 - ルートヴィヒ・トゥイレ、作曲家（* 1861年）
- 1910年 - ジェイムズ・ウィリアム・マーシャル、第27代アメリカ合衆国郵政長官（* 1822年）
- 1915年 - ロス・バーンズ、プロ野球選手（* 1850年）
- 1925年 - 横田千之助、政治家（* 1870年）
- 1932年 - バーニー・ドレイファス、ピッツバーグ・パイレーツオーナー（* 1865年）
- 1934年 - ウィリアム・モーリス・ディヴィス、地理学者（* 1850年）
- 1934年 - 留岡幸助、福祉事業家（* 1864年）
- 1937年 - ルー・アンドレアス・ザロメ、作家（* 1861年）
- 1938年 - 武田五一、建築家（* 1872年）
- 1942年 - 小川平吉、大正・昭和期の司法大臣、鉄道大臣（* 1870年）
- 1942年 - 久保為義、映画監督、脚本家（* 1906年）
- 1945年 - ラグナル・エストベリ、建築家（* 1866年）
- 1946年 - ジョージ・アーリス、俳優（* 1866年）
- 1949年 - 安宅弥吉、実業家、安宅産業創業者（* 1873年）
- 1957年 - 原一司、漫画家（* 1915年）
- 1962年 - ジャック・イベール、作曲家（* 1890年）
- 1968年 - 阿部武雄、作曲家（* 1902年）
- 1970年 - 佐藤得二、小説家（* 1899年）
- 1970年 - 西川鶴三、照明技師（* 1910年）
- 1971年 - ラーコシ・マーチャーシュ、ハンガリーの指導者（* 1892年）
- 1977年 - オスカル・クライン、物理学者（* 1894年）
- 1979年 - 清水川明於、大相撲力士（* 1925年）
- 1983年 - 千田正、政治家（* 1899年）
- 1984年 - エル・サント、プロレスラー（* 1917年）
- 1987年 - 磯田光一、文芸評論家（* 1931年）
- 1988年 - エメリック・プレスバーガー、映画監督、脚本家（* 1902年）
- 1991年 - 中川一政、洋画家、詩人、随筆家（* 1893年）
- 1992年 - 早川幸男、宇宙物理学者（* 1923年）
- 1993年 - ハンス・ヨナス、哲学者（* 1903年）
- 1993年 - ジョーゼフ・L・マンキーウィッツ、映画監督、脚本家、プロデューサー（* 1909年）
- 1996年 - 小国英雄、脚本家（* 1904年）
- 1997年 - 中田ラケット、漫才師（中田ダイマル・ラケット）（* 1920年）
- 1998年 - 武原はん、日本舞踊家（* 1903年）
- 1998年 - 高橋竹山、津軽三味線奏者（* 1910年）
- 1998年 - 富島健夫、小説家（* 1931年）
- 1998年 - 山田重雄、バレーボール指導者（* 1931年）
- 1999年 - ワシリー・レオンチェフ、経済学者（* 1906年）
- 2000年 - クロード・オータン＝ララ、映画監督（* 1901年）
- 2000年 - 高橋英辰、サッカー選手、指導者（* 1916年）
- 2002年 - 舟越保武、彫刻家（* 1912年）
- 2003年 - 松本惠雄、能楽師（* 1915年）
- 2004年 - 菊池福治郎、政治家（* 1925年）
- 2005年 - ニャシンベ・エヤデマ、トーゴ大統領（* 1937年）
- 2006年 - 都留重人、経済学者（* 1912年）
- 2007年 - 生恵幸子、漫才師（人生幸朗・生恵幸子）（* 1923年）
- 2008年 - マハリシ・マヘーシュ・ヨーギー、宗教家（* 1918年）
- 2009年 - 児玉弘義、プロ野球選手（* 1942年）
- 2009年 - 渥美国泰、俳優（* 1933年）
- 2009年 - ダーナ・ヴァヴロヴァ、女優、映画監督（* 1967年）
- 2010年 - ガリムジャン・フサイノフ、サッカー選手（* 1937年)
- 2010年 - チカップ美恵子、工芸家、アイヌ文様刺繍作家（* 1948年)
- 2010年 - 石山高司、シンガーソングライター（* 1982年)
- 2010年 - 小瀬浩之、プロ野球選手（* 1985年）
- 2011年 - 永田洋子、新左翼活動家（* 1945年）
- 2012年 - 芳野満彦、登山家、画家（* 1931年）
- 2013年 - スチュアート・フリーボーン、メイクアップアーティスト（* 1914年）
- 2014年 - ロバート・ダール、政治学者（* 1915年）
- 2014年 - 八尋敏行、実業家、元日本製粉社長（* 1916年）
- 2014年 - リチャード・ヘイマン、編曲家、作曲家、ハーモニカ奏者、指揮者、音楽ディレクター（* 1920年）
- 2014年 - 渋谷亮治、実業家、元テレビ金沢社長、元澁谷工業社長（* 1929年）
- 2015年 - ヴァル・フィッチ、物理学者、1980年ノーベル物理学賞受賞者（* 1923年）
- 2015年 - 板東正[14]、政治家、元土成町長（* 1929年または1930年）
- 2018年 - 古在由秀、天文学者、初代国立天文台長（* 1928年）
- 2018年 - ドナルド・リンデン＝ベル、天体物理学者（* 1935年）
- 2018年 - ジーノ・ロート、ロックミュージシャン、シンガーソングライター、作家（* 1956年）
- 2019年 - 堀文子、日本画家（* 1918年）
- 2020年 - カーク・ダグラス、俳優、映画プロデューサー（* 1916年）
- 2020年 - スタンリー・コーエン、生化学者、ノーベル生理学・医学賞受賞者（* 1922年）
- 2020年 - ケヴィン・コンウェイ、俳優（* 1942年）
- 2020年 - 佐野康之、声優（* 1970年）
- 2021年 - 沈忠厚、工学者（* 1928年）
- 2021年 - クリストファー・プラマー、俳優（* 1929年）
- 2021年 - 加藤義和、政治家・実業家、元観音寺市長、加ト吉（現・テーブルマーク）創業者（* 1935年）
- 2021年 - 山野博大、舞踊評論家（* 1936年）
- 2021年 - レオン・スピンクス、元プロボクサー、元WBA・WBC統一世界ヘビー級王者、1976年モントリオール五輪金メダリスト（* 1953年）
- 2021年 - ブッチ・リード、元プロレスラー、元NWA世界タッグ王者（* 1954年）
- 2021年 - ヴラジーミル・ヴィソツキー、軍人、元ロシア海軍総司令官（* 1954年）
- 2022年 - 大塚正富、実業家、元アース製薬社長（* 1930年）
- 2022年 - 西村賢太、小説家（* 1967年）
- 2023年 - 釈星雲、禅宗臨済宗僧侶（* 1927年）
- 2023年 - 辻村寿三郎、人形作家（* 1933年）
- 2023年 - 貴家堂子、声優（* 1936年）
- 2023年 - エイブラハム・レンペル、計算機科学者（* 1936年）
- 2023年 - パルヴェーズ・ムシャラフ、軍人、政治家、第10代パキスタン大統領（* 1943年）
- 2023年 - 大城光恵、シンガーソングライター（* 1965年）
- 2024年 - マイケル・ジェイストン、俳優（* 1935年）
- 2024年 - 花原勉、アマチュアレスリング選手、1964年東京五輪金メダリスト（* 1940年）
- 2024年 - 四代目翁家小楽、太神楽曲芸師（* 1944年）
- 2024年 - トビー・キース、カントリー歌手、作曲家、俳優、実業家（* 1961年）
- 2025年 - 桑原康伸、ミュージシャン（ガガガSP）（* 1980年）

### 人物以外（動物など）
- 2015年 - ステイゴールド、競走馬（* 1994年）
- 2020年 - ニシノフラワー、競走馬（* 1989年）

## 記念日・年中行事
- 憲法記念日（ メキシコ）
1917年のこの日、メキシコで現行の憲法が採択された。
- 気象予報士の日（英語版）（ アメリカ合衆国）
アメリカの最初の気象観測者であるジョン・ジェフリーズの1744年の誕生日を記念[15]。なお、日本では1994年8月28日に第1回第気象予報士国家試験が行われたことから、8月28日が気象予報士の日になっている。
- 職業野球連盟設立の日[16]／プロ野球の日[17][18]（ 日本）
1936年2月5日に、全日本職業野球連盟が結成され、プロ野球が誕生したことに由来。当時の加盟チームは、東京巨人軍、大阪タイガース、名古屋ドラゴンズ、東京セネタース、名古屋金鯱軍、阪急軍、大東京軍の7チームだった。
- 笑顔の日（ 日本）
2と5の語呂合わせで、いつもニコニコと笑顔になっていようという日[16]。
- ふたごの日（ 日本）
2と5の語呂合わせ。双子並びに多胎児の育児がしやすい環境づくりを考える日[16]。
- 日本語検定の日（ 日本）
日本語検定のPRのために東京書籍が制定。25で「日本語」の語呂合わせ[16]。
- エコチュウの日（ 日本）
中古車に乗ることは、新車の製造過程で排出されるCO2削減につながることをアピールしようと、クルマ情報誌「goo」を展開する株式会社プロトコーポレーションが制定。日付は、2（ツー＝チュウ）5（コ）で、中古車によるエコロジー貢献活動を始めた日から[19]。
- ピカチュウの日（ 日本）
『ポケットモンスター』シリーズのキャラクター、ピカチュウのポケモン全国図鑑ナンバー「No.025」が由来であり、ファンの間で記念日化していた。2020年にポケモン情報局（公式Twitter）がツイートで取り上げ、公認化された[20]。
- ニゴロブナの日（ 日本）※2月5日 - 7日
ニゴロブナの産地である滋賀県高島市が制定。2567で「ニゴロブナ」と読ませる語呂合わせから[21]。